# Galeria Sztuki Wozownia
Galeria Sztuki Wozownia w Toruniu – najstarsza i największa galeria sztuki w Toruniu, powstała w 1950 roku. Jej siedziba mieści się w dawnej wozowni artyleryjskiej nr 1 przy ul. Rabiańskiej 20. Galeria prezentuje dzieła współczesnych artystów na ekspozycjach indywidualnych i zbiorowych, prowadzi wykłady i prezentacje na temat różnych dziedzin sztuk oraz jest organizatorem Biennale Małych Form Malarskich i triennale Kolor w Grafice.
Galeria Sztuki Wozownia powstała w 1950 roku. Początkowo działała jako Delegatura w Toruniu Oddziału Centralnego Biura Wystaw Artystycznych w Bydgoszczy, w latach 1962–1975 Delegatura w Toruniu Biura Wystaw Artystycznych w Bydgoszczy, w latach 1976–1992 jako Biuro Wystaw Artystycznych w Toruniu. Siedzibą Galerii był w latach 1950–1957 Dom Plastyka, później Dwór Artusa, a od 1975 roku nowo-wybudowany pawilon przy ul. św. Ducha 8/10. W latach 70. XX w. ówczesna dyrektor placówki Marianna Olechnicka podjęła starania o pozyskanie starej wozowni artyleryjskiej na cele wystawiennicze. W 1992 roku galeria przyjęła obecną nazwę.
Funkcję dyrektora galerii sprawowali: Teresa Frankiewicz (1961–1968), Marianna Olechnicka (1968–1991), Ziemowit Michałowski (1991–1995), Zofia Karpińska (1996–1998), Anna Jackowska (od 1998).
W galerii swoje dzieła wystawiali: Bronisław Chromy, Jan Dobkowski, Józef Gielniak, Zbylut Grzywacz, Jerzy Jarnuszkiewicz, Eugeniusz Markowski, Jerzy Nowosielski, Jerzy Panek, Leszek Rózga, Jan Szancenbach, Konrad Srzednicki.